# 밈미 라르손
안 밈미 엘레노레 라르손(스웨덴어: Ann Mimmi Ellenore Larsson, 1994년 4월 9일 ~ )은 스웨덴의 여자 축구 선수이다. 포지션은 공격수이며, 현재 스웨덴 다말스벤스칸의 린셰핑 FC에서 활동하고 있다.

## 클럽 경력
2009년에 디비시온 5 다메르 소속 여자 축구 클럽인 토르스뷔 IF에 입단하면서 데뷔했으며 2010년에 말바켄스 IF로 이적했다. 2012 디비시온 1 다메르 남부 디비전 시즌에서 21경기에 출전하여 20골을 기록했으며 말바켄스의 다말스벤스칸 승격에 기여했다. 2013 다말스벤스칸 시즌에서는 21경기에 출전했지만 1골을 기록하는 데에 그쳤고 말바켄스는 해당 시즌에서 11위를 기록하면서 엘리테탄으로 강등당하고 만다.
2014 엘리테탄 시즌에서는 25경기에 출전하여 20골을 기록하면서 말바켄스의 다말스벤스칸 승격에 기여했다. 2015 시즌에서는 22경기에 출전하여 5골을 기록했는데 말바켄스는 해당 시즌에서 10위를 기록하여 가까스로 다말스벤스칸 잔류에 성공했다. 2016년부터 2018년까지 에스킬스투나 유나이티드 DFF 소속으로 활약하면서 3차례의 다말스벤스칸 시즌에서 66경기에 출전하여 33골을 기록했다. 2016-17 UEFA 여자 챔피언스리그 시즌에서는 에스킬스투나 유나이티드의 8강전 진출에 기여했다. 2019년에는 린셰핑 FC로 이적했다.

## 국가대표 경력
2010년부터 2016년까지 스웨덴 여자 U-17, U-19, U-23 축구 국가대표팀 선수로 활동했으며 44경기에 출전하여 10골(U-17 대표팀: 14경기 2골, U-19 대표팀: 18경기 4골, U-23 대표팀: 12경기 4골)을 기록했다.
2016년 10월 21일에 열린 이란과의 친선 경기에서 처음으로 출전하면서 스웨덴 여자 축구 국가대표팀 선수로 데뷔했으며 해당 경기에서 첫 골을 기록했다. 스웨덴은 해당 경기에서 이란에 7-0 승리를 기록했지만 교체 선수 8명을 기용했기 때문에 국제 축구 연맹(FIFA)으로부터 공식 경기로 인정받지 못했다. UEFA 여자 유로 2017, 2019년 FIFA 여자 월드컵에 참가했다.